# داغسبورو (ديلاوير)
داغسبورو (بالإنجليزية: Dagsboro, Delaware)‏ هي بلدة تقع في مقاطعة سوسكس (ديلاوير) بولاية ديلاوير في الولايات المتحدة. تبلغ مساحتها 3.3 (كم²)، وترتفع عن سطح البحر 8 م، بلغ عدد سكانها 805 نسمة في عام 2010 حسب إحصاء مكتب تعداد الولايات المتحدة وتصل الكثافة السكانية فيها 243.9 نسمة/كم2.

## التركيبة السكانية
حدّد مكتب تعداد الولايات المتحدة بيانات التركيبة السكانية لداغسبورو في تعداد الولايات المتحدة. في ما يلي، التركيبة السكانية حسب تعدادي 2000 و2010.

### تعداد عام 2000
بلغ عدد سكان داغسبورو 519 نسمة بحسب تعداد عام 2000، وبلغ عدد الأسر 226 أسرة وعدد العائلات 141 عائلة مقيمة في البلدة. في حين سجلت الكثافة السكانية 137.7 نسمة لكل كيلومتر مربع (356.6/ميل2). وبلغ عدد الوحدات السكنية 248 وحدة بمتوسط كثافة قدره 65.8 لكل كيلومتر مربع (170.4/ميل2).
وتوزع التركيب العرقي للبلدة بنسبة 92.29% من البيض و6.36% من الأمريكيين الأفارقة و0.19% من الأعراق الأخرى و1.16% من عرقين مختلطين أو أكثر و2.12% من الهسبانيون أو اللاتينيون من أي عرق.
بلغ عدد الأسر 226 أسرة كانت نسبة 30.1% منها لديها أطفال تحت سن الثامنة عشر تعيش معهم، وبلغت نسبة الأزواج القاطنين مع بعضهم البعض 49.6% من أصل المجموع الكلي للأسر، ونسبة 7.5% من الأسر كان لديها معيلات من الإناث دون وجود شريك، بينما كانت نسبة 5.3% من الأسر لديها معيلون من الذكور دون وجود شريكة وكانت نسبة 37.6% من غير العائلات. تألفت نسبة 31% من أصل جميع الأسر من عدة أفراد يعيشون في نفس المنزل ونسبة 17.3% كانت تتألف من شخص يعيش بمفرده يبلغ من العمر 65 عاماً أو أكثر. وبلغ متوسط حجم الأسرة المعيشية 2.30، أما متوسط حجم العائلات فبلغ 2.89.
بلغ العمر الوسطي للسكان 38.4 عاماً. وكانت نسبة 22.2% من القاطنين تحت سن الثامنة عشر، وكانت نسبة 7.5% بين الثامنة عشر والرابعة والعشرين عاماً، ونسبة 28.9% كانت واقعةً في الفئة العمرية ما بين الخامسة والعشرين والرابعة والأربعين عاماً، ونسبة 26% كانت ما بين الخامسة والأربعين والرابعة والستين، ونسبة 15.4% كانت ضمن فئة الخامسة والستين عاماً فما فوق. يوجد لكل 100 أنثى 88.7 ذكر، ويوجد لكل 100 أنثى في الثامنة عشر من عمرها فما فوق 84.5 ذكر.
بلغ متوسط دخل الأسرة في البلدة 37,596 دولارًا، أما متوسط دخل العائلة فبلغ 43,750 دولارًا. وكان متوسط دخل الذكور 36,667 دولارًا مقابل 27,250 دولارًا للإناث. وسجل دخل الفرد الخاص بالبلدة 21,322 دولارًا. وكانت نسبة 6.2% من العائلات ونسبة 5.9% من السكان تحت خط الفقر، وكان من هؤلاء نسبة 5.8% تحت سن الثامنة عشر ونسبة 9.1% في الخامسة والستين من العمر وما فوق.

### تعداد عام 2010
بلغ عدد سكان داغسبورو 805 نسمة بحسب تعداد عام 2010، وبلغ عدد الأسر 311 أسرة وعدد العائلات 222 عائلة مقيمة في البلدة. في حين سجلت الكثافة السكانية 213.5 نسمة لكل كيلومتر مربع (553.0/ميل2). وبلغ عدد الوحدات السكنية 364 وحدة بمتوسط كثافة قدره 96.6 لكل كيلومتر مربع (250.2/ميل2).
وتوزع التركيب العرقي للبلدة بنسبة 85.59% من البيض و6.58% من الأمريكيين الأفارقة و0.99% من الأمريكيين الأصليين و4.22% من الأعراق الأخرى و2.61% من عرقين مختلطين أو أكثر و8.70% من الهسبانيون أو اللاتينيون من أي عرق.
بلغ عدد الأسر 311 أسرة كانت نسبة 31.8% منها لديها أطفال تحت سن الثامنة عشر تعيش معهم، وبلغت نسبة الأزواج القاطنين مع بعضهم البعض 52.1% من أصل المجموع الكلي للأسر، ونسبة 13.2% من الأسر كان لديها معيلات من الإناث دون وجود شريك، بينما كانت نسبة 6.1% من الأسر لديها معيلون من الذكور دون وجود شريكة وكانت نسبة 28.6% من غير العائلات. تألفت نسبة 24.8% من أصل جميع الأسر من عدة أفراد يعيشون في نفس المنزل ونسبة 9% كانت تتألف من شخص يعيش بمفرده يبلغ من العمر 65 عاماً أو أكثر. وبلغ متوسط حجم الأسرة المعيشية 2.59، أما متوسط حجم العائلات فبلغ 2.98.
بلغ العمر الوسطي للسكان 41.1 عاماً. وكانت نسبة 22.4% من القاطنين تحت سن الثامنة عشر، وكانت نسبة 9.6% بين الثامنة عشر والرابعة والعشرين عاماً، ونسبة 24.1% كانت واقعةً في الفئة العمرية ما بين الخامسة والعشرين والرابعة والأربعين عاماً، ونسبة 28.9% كانت ما بين الخامسة والأربعين والرابعة والستين، ونسبة 15% كانت ضمن فئة الخامسة والستين عاماً فما فوق. وتوزع التركيب الجنسي للسكان بنسبة 47.6% ذكور و52.4% إناث.

## أعلام
- ألفرد ولز
- جون ميدلتون كلايتون

## وصلات خارجية
- The US50 - Cities and Towns in Colorado State
- Colorado Cities and Towns, Facts, Map, Flag, Colleges, Government, and More